# Awsworth
Awsworth is een civil parish in het Engelse graafschap Nottinghamshire.